# Волков, Александр Мелентьевич
Алекса́ндр Меле́нтьевич Во́лков (2 [14] июня 1891, Усть-Каменогорск, Семипалатинская область, Российская империя — 3 июля 1977, Москва, СССР) — русский и советский писатель, драматург, переводчик, педагог. Наиболее известен как автор сказочного цикла «Волшебник Изумрудного города».

## Биография
Александр Мелентьевич Волков родился 2 [14] июня 1891 в Усть-Каменогорске, в семье отставного фельдфебеля Мелентия Михайловича Волкова и Соломеи (Соломонии) Петровны Волковой (урождённой Пономаренко, позже записанной как Пономарёва).
В 12 лет Александр окончил Усть-Каменогорское Городское училище, где позже начал свою педагогическую деятельность.
В 1907 году поступил в Томский учительский институт, по окончании которого (в 1909 году) получил диплом с правом преподавать все предметы школьной программы, кроме Закона Божьего.
Начал работать учителем в своём родном городе, в 1910—1913 гг. работал учителем математики в городе Колывани Томской губернии (ныне Новосибирская область).
В период Гражданской войны активно занимался стихотворной деятельностью.
В 1926 году переехал в Ярославль, где работал директором школы. Заочно окончил математический факультет Ярославского педагогического института.
В 1929 году переехал в Москву, где работал заведующим учебной частью рабфака. За семь месяцев окончил курс и сдал экстерном экзамены на физико-математическом факультете Московского университета. С 1931 года, в течение двадцати лет с момента основания, преподаватель, затем — доцент кафедры высшей математики Московского института цветных металлов и золота.
Волков был энциклопедически образованным человеком, хорошо знал литературу, историю, владел иностранными языками.
В 24 года Волков познакомился на новогоднем балу в Усть-Каменогорске с преподавательницей гимнастики и танцев в гимназии Калерией Губиной. Через два месяца они поженились, и через год у них родился сын Вивиан (умер в пять лет от дизентерии), а через три года родился второй сын — Ромуальд (умер в два года от крупа). Через несколько лет у Александра и Калерии поочерёдно родилось ещё два сына, и они дали им те же имена.
Последние годы жил одной семьёй со своей невесткой Марией Кузьминичной Волковой и внуками Евгением, Александром и Калерией.
Скончался 3 июля 1977 года в Москве от рака прямой кишки в возрасте 86 лет.
Похоронен в Москве на Кунцевском кладбище (10 уч.).

## Творчество
Свой первый роман Волков начал писать в возрасте двенадцати лет. Печататься начал в 1916 году. В 1920-е годы его пьесы шли на сценах нескольких провинциальных театров. В конце 1930-х годов вступил в большую литературу. Член Союза писателей с 1941 года. Общий тираж его произведений, изданных на многих языках мира, превысил 25 миллионов экземпляров.
Многие произведения Волкова посвящены выдающимся личностям прошлого — учёным, строителям, первооткрывателям, философам. В своих романах и повестях писатель чаще всего обращался к истории. Перед работой над такой книгой он тщательно и всесторонне изучал эпоху, знакомился с документами, специальными учёными трудами, поэтому увлекательный сюжет и эмоциональность изложения сочетаются у него с научностью и достоверностью.
Одна из первых детских книг на историческую тему, «Чудесный шар» (1940), раскрывает картину жизни России в XVIII веке. Главный герой повести — сын купца Дмитрий Ракитин был заключён навечно в крепости, где изобрёл первый в России воздушный шар. В книге «След за кормой» рассказывается об истории мореплавания от первобытных времён до легендарных походов викинга Лейфа Эрикссона.
Волков любил разрабатывать темы, связанные с российской историей, причём не только древней, но и современной. В повести «След за кормой» он в художественной форме описал зарождение кораблестроительных и навигационных навыков у первобытных людей, в повести «Царьградская пленница» рассказал о временах великого княжения Ярослава Мудрого, в «Двух братьях» — о времени царствования Петра I, а в «Путешественниках в третье тысячелетие» — о строительстве Волго-Донского канала в родную автору советскую эпоху.
Волков занимался также популяризацией науки для школьников. Он выпустил ряд занимательных рассказов по географии и астрономии, объединив их в сборник «Земля и небо». Истории науки была посвящена научно-популярная книга «В поисках правды», ещё одна книга — рыболовству.

### Цикл книг «Волшебник Изумрудного города»
Имя Волкова широко известно по сказочному циклу «Волшебник Изумрудного города». В основе первой сказки цикла лежала книга американского писателя Фрэнка Баума «Удивительный волшебник из страны Оз». Волков взялся переводить эту книгу, чтобы попрактиковаться в изучении английского языка. Однако в процессе перевода он изменил некоторые события и добавил новые приключения героев. Рукопись обработанной сказки одобрили С. Я. Маршак и А. С. Макаренко. В 1939 году повесть «Волшебник Изумрудного города» обрела статус самостоятельного произведения, впоследствии она была переведена на 13 языков и выдержала 46 переизданий.
В 1958 году Волков написал вторую сказку про девочку Элли и её друзей Страшилу, Железного Дровосека, Смелого Льва; эта сказка, получившая название «Урфин Джюс и его деревянные солдаты», вышла в 1963 году. В дальнейшем автор продолжил серию о приключениях Элли (и затем её сестры — Энни). Всего было написано шесть повестей и планировалась седьмая — предыстория о юности Гудвина, но к этому замыслу Волков приступить не успел.
В 1959 году сказка «Волшебник Изумрудного города» была переиздана в новой редакции с красочными рисунками Леонида Владимирского; впоследствии художник проиллюстрировал весь сказочный цикл.
Книги цикла по порядку издания:
- «Волшебник Изумрудного города» (1939, 1959)
- «Урфин Джюс и его деревянные солдаты» (1963)
- «Семь подземных королей» (1964)
- «Огненный бог Марранов» (1968)
- «Жёлтый туман» (1970)
- «Тайна заброшенного замка» (1976, книжная версия — 1982)

Сказочный цикл Волкова об Изумрудном городе пользовался большой популярностью в СССР. Хотя суммарный тираж книг исчислялся миллионами экземпляров, приобрести их было непросто — спрос на эти сказки был так велик, что тиражи раскупались очень быстро, и желающим приходилось читать книги Волкова в библиотеках.
В постсоветское время сказки Волкова вдохновили ряд писателей на создание собственных продолжений цикла об Изумрудном городе:
- В 1992 году вышел сборник повестей Юрия Кузнецова «Изумрудный дождь» о приключениях героев Волкова на планете Рамерия.
- В 1996 появилась сказка Леонида Владимирского «Буратино в Изумрудном городе».
- С 1997 года публикуется фэнтези-серия Сергея Сухинова «Миры Изумрудного города», развивающая мотивы первой сказки Волкова, но ориентированная на читателей постарше.
- В 2022 году вышла повесть Алексея Шпагина «Лазурная фея Волшебной страны» — продолжение всех шести сказок Волкова, стилизованное под его авторский слог.

#### Литературный анализ
В сказках об Изумрудном городе Волков умело соединял реальность и фантастику. В шестикнижии задействованы приёмы, характерные для литературной сказки: например, традиционное для этого жанра «двоемирие», противоборство добра и зла, кроме того, повествование наполнено классическими сказочными персонажами (волшебниками и волшебницами, говорящими животными), использованы традиционные мотивы (летающие башмаки, погружённая в волшебный сон колдунья Арахна, ожившие деревянные фигуры и т.д.).
В сюжетах цикла разработаны темы нравственного самосовершенствования, силы дружбы, способной творить настоящие чудеса, любви к родине, коллективной борьбы за свободу и справедливость. Хотя основные события цикла проходят в Волшебной стране, герои находят выход из сложных ситуаций не столько за счёт магии, сколько благодаря собственным знаниям, сообразительности, смекалке, взаимовыручке.
Писатель верил в могущество созданной человеком техники, поэтому его герои обычно побеждали колдовство при помощи разных технических изобретений (пушка, сконструированная Чарли Блеком, механический бур, гигантский робот Тилли-Вилли).

### Повести и романы
- «Чудесный шар» («Первый воздухоплаватель») (1940, 1972).
- «Два брата» (1938—1961; первая публикация 1950) — о противостоянии Петра I и царевича Алексея, приквел романа «Чудесный шар».
- «Зодчие» (1954) — о строительстве храма Василия Блаженного.
- «След за кормой» (1960) — сборник повестей о покорителях водной стихии в древние времена.
- «Путешественники в третье тысячелетие» (1960) — школьная повесть, затрагивающая тему строительства Волго-Донского канала.
- «Приключения двух друзей в стране прошлого» (1963) — о приключениях советских пионеров в стране, живущей по законам средневекового рыцарства.
- «Скитания» (1963) — роман о детстве и юности итальянского астронома и философа Джордано Бруно.
- «Царьградская пленница» (1969) — роман из истории Древней Руси.

### Рассказы и очерки
- «Путешествие Пети Иванова на внеземную станцию» (1960) — фантастический рассказ
- «Как Миша Рогаткин спас Алфею» — фантастический рассказ
- «В горах Алтая»
- «Лопатинский залив» — рыболовный рассказ
- «На реке Буже»
- «Родимое пятно»
- «Удачный день»
- «У костра» (1957)
- «И кровью обагрилась Лена» (1975) — историко-политический очерк о Ленском расстреле
- «Повесть о жизни» (опубл. 1978) — автобиографический очерк

### Научно-популярные книги
- «Бойцы-невидимки» (1942)
- «Самолёты на войне» (1946)
- «Математика в военном деле»
- «Славные страницы по истории русской артиллерии»
- «Как ловить рыбу удочкой. Записки рыболова» (1953)
- «Земля и небо» (1957—1974)
- «В поисках правды» (1980)
- «В поисках судьбы» (1924)

### Стихи
- «Ничто не радует меня» (1917)
- «Мечты» (1917)
- «Красная Армия»
- «Баллада о советском лётчике»
- «Разведчики»
- «Юные партизаны»
- «Родина»

### Песни
- «Походная комсомольская»
- «Песня тимуровцев»

### Пьесы для детского театра
- «Орлиный клюв»
- «В глухом углу»
- «Деревенская школа»
- «Толя-пионер»
- «Цветок папоротника»
- «Домашняя учительница»
- «Товарищ из центра (Современный ревизор)»
- «Торговый дом Шнеерзон и Ко»

### Радиопьесы (1941—1943)
- «Вожатый уходит на фронт»
- «Тимуровцы»
- «Патриоты»
- «Глухой ночью»
- «Фуфайка»

### Переводы
- Жюль Верн, «Дунайский лоцман»
- Жюль Верн, «Необыкновенные приключения экспедиции Барсака»

### Неопубликованное
- «Рыбка-Финита» — сказочная пьеса для детей в народно-лубочном стиле.
- «Мнемоника» (1938) — рассказ.
- «Солнечная станция Е-16» (1939) — фантастический рассказ.
- «Терентий и Тентий» (1939) — пьеса-сказка.
- «Правосудный кинжал» (1939) — сказка.
- «Выдумщица Ляля» (1940) — рассказ для детей.
- «Приключения кота Марсика» (1940) — рассказ для детей.
- «Чудесная тюбетейка» (1940) — рассказ.
- «Лис Патрикеевич и барсук Пачкун» (1940) — переработка сказки Беатрис Поттер из цикла о Кролике Питере.
- «Алтайские робинзоны» (1939—1940) — приключенческая повесть.
- «Умный трактирщик и глупый барон» (1940) — сказка.
- «Профессор Витаминов» (1941) — сказочная пьеса.
- «Буря» (1941) — пьеса.
- «Право на жизнь» (1941) — пьеса (в соавторстве с А. М. Розовым).
- «Воздушное золото» — рассказ.
- «Летучий Голландец» — рассказ.
- вариант текста Государственного гимна СССР, представленный на конкурс в ЦК КПСС (1956).
- «Лис Ловкач и Волк Обжора» (1957) — перевод сказки М. Гешо.
- «На берегу пустынных волн» (1974) — исторический роман о рождении русского флота в XVIII веке, продолжение романов «Два брата» и «Чудесный шар».

## Критика
В постсоветское время имя Александра Волкова стало распространённой мишенью для обвинений в связи с использованием Волковым сюжета сказки Фрэнка Баума «Волшебник из страны Оз» как основы для «Волшебника Изумрудного города»: часто звучали суждения, будто Волков присвоил сказку Баума себе, не указав имени первоначального автора. Такое мнение популярно в рунете и регулярно воспроизводится в публицистике.
Однако, начиная с самого первого издания «Волшебника Изумрудного города» (1939), на титульном листе указывалось, что книга является переработкой сказки Баума. Согласно тогдашнему законодательству СССР об авторском праве, литературная переработка или перевод иностранных произведений не требовали согласия оригинального автора или правообладателя.
Первая публикация «Волшебника» состоялась в издательстве «Детиздат» в 1939 году после тщательной сверки текста Волкова со сказкой Баума, произведённой редактором Н. А. Максимовой.
В 1956 году сказка Баума перешла в общественное достояние, но в переизданиях волковского «Волшебника» имя Баума продолжало упоминаться; более того, к изданию 1959 года (получившему широкую известность благодаря иллюстрациям Леонида Владимирского) Волков добавил послесловие, в котором прямо сказал, что его сказка написана по мотивам книги Баума.

## Память

Могила на Кунцевском кладбище

- В 1986 году улице в Усть-Каменогорске на левом берегу Иртыша присвоено имя А. М. Волкова;
- В 2014 году в Томске открылся торгово-развлекательный центр «Изумрудный город». Писатель Александр Волков некоторое время жил и учился в Томске. Этот факт создатели проекта решили использовать в архитектуре здания и его интерьерах.
- В начале 2000-х годов в Томске был открыт Музей имени А. М. Волкова с экспозицией, посвящённой сказкам о Волшебной стране. Внучкой писателя, К. В. Волковой, в дар музею передана часть архива Александра Волкова, в том числе черновые редакции некоторых сказок и корпус читательских писем.
- Вплоть до начала 2020-х годов в родном городе писателя Усть-Каменогорске (Казахстан) действовал Музей А. М. Волкова под руководством Т. Н. Карпович.

## Семья
Жена — Калерия Александровна Волкова, урождённая Губина (ум. 1946).
- сын — Вивиан (умер в детстве).
- сын — Ромуальд (умер в детстве).
- сын — Вивиан (имя дано в честь умершего первенца) (1925 — ?), инженер.
  - внучка — Калерия Вивиановна Волкова (род. 1948), преподаватель математики, заслуженный учитель РФ.
  - два внука-близнеца[9] Александр и Евгений.
- сын — Ромуальд (имя дано в честь умершего второго сына) (1929—2020).
  - внук Павел.

Брат — Анатолий Мелентьевич Волков (1901—1979), автор рыболовных рассказов.
Сестра — Людмила Мелентьевна Волкова.